# Křenovice (powiat Vyškov)
Křenovice (niem. Krzenowitz) – miejscowość na Morawach, w Czechach (kraj południowomorawski, powiat Vyškov), kilkanaście kilometrów na wschód od centrum Brna, 205 m n.p.m., 1925 mieszkańców (dane z 2017). 
Pierwsza pisemna wzmianka pochodzi z 1222 roku.
W 1805 na polach pomiędzy Křenovicami a Sławkowem odbyła się napoleońska bitwa pod Austerlitz, zwana także "bitwą trzech cesarzy".
Trzydzieści lat później, w 1836, okolicę nawiedziła epidemia cholery, powtórzyła się ona jeszcze w 1866. Pamięci ofiar poświęcony jest mały pomnik ustawiony w pobliżu drogi do Sławkowa, obok podobnego, upamiętniającego ofiary bitwy pod Austerlitz.

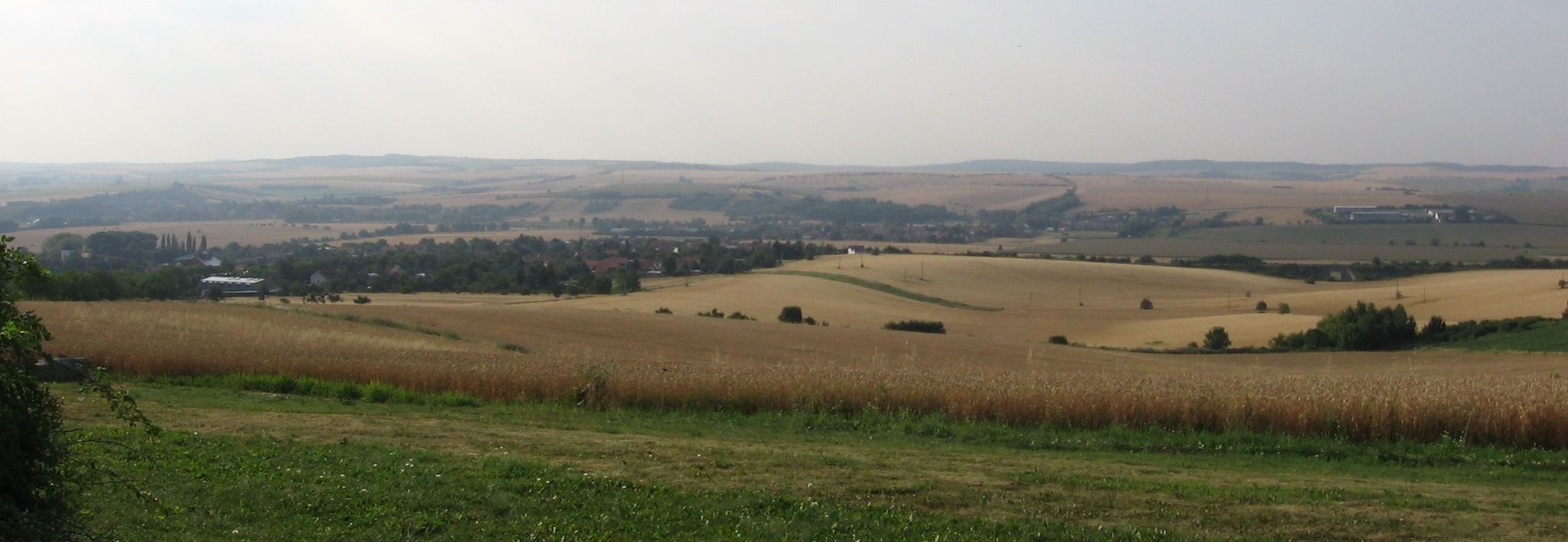
okolice Křenovic, pole bitwy pod Austerlitz
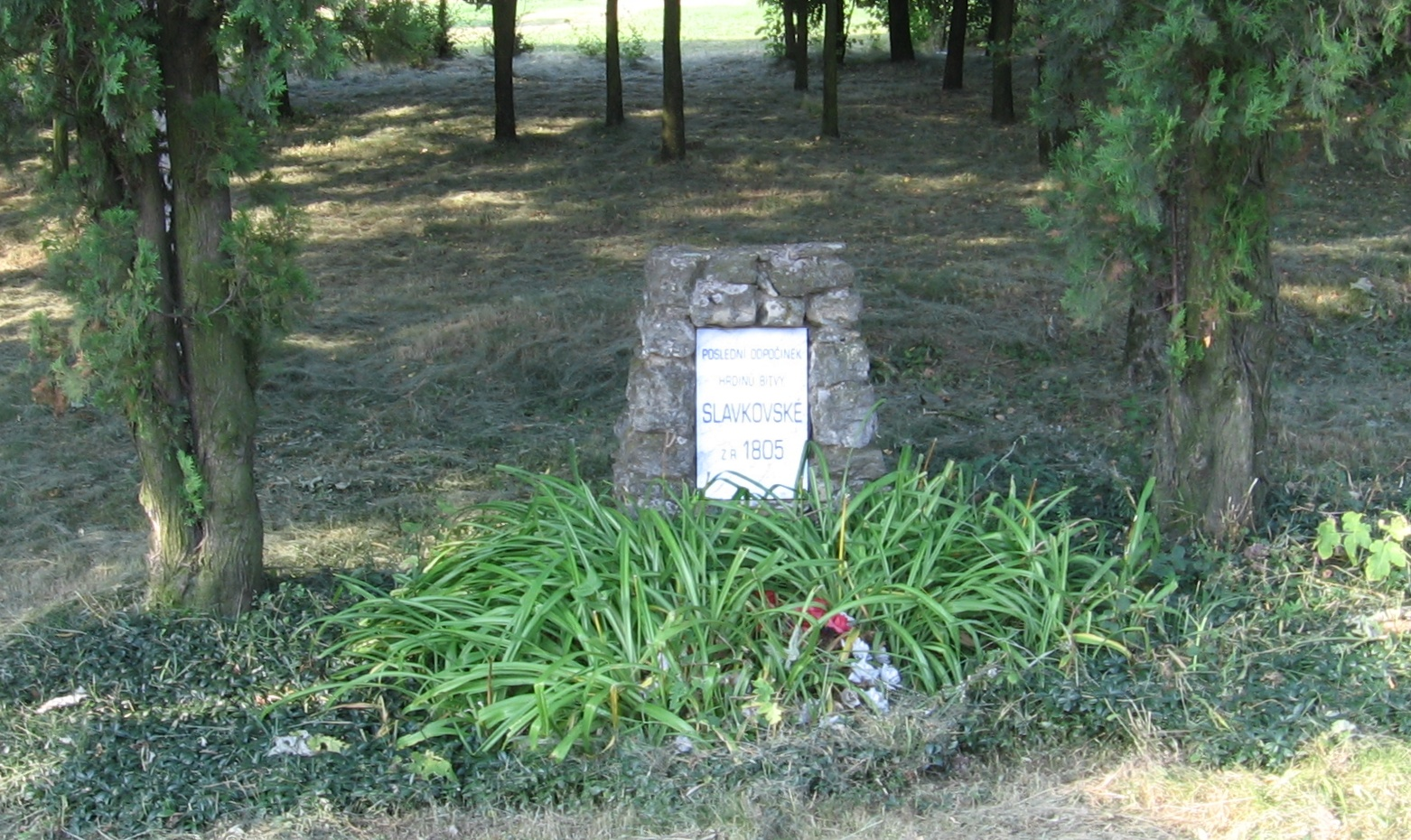
mogiła zbiorowa poległych pod Austerlitz
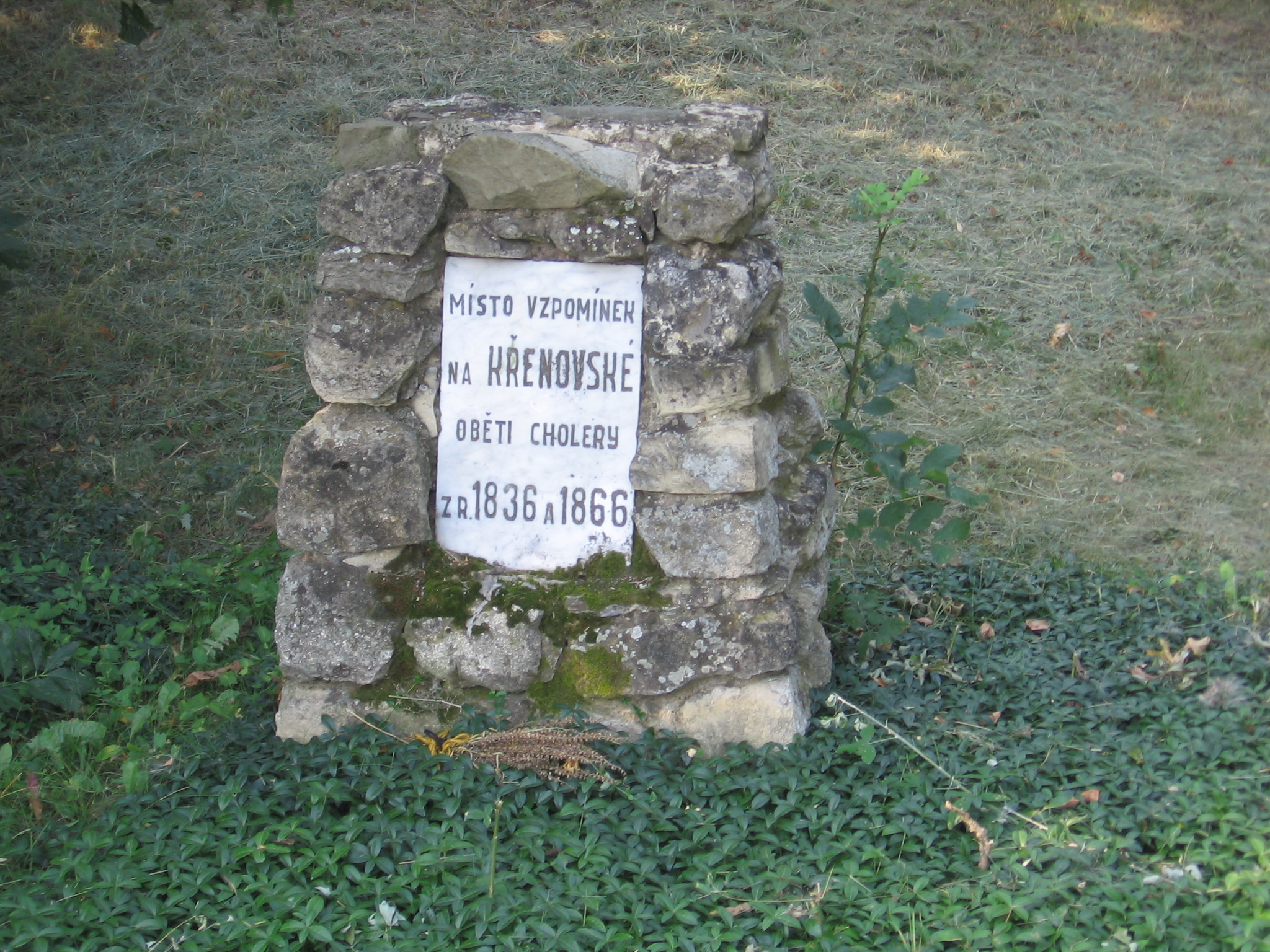
mogiła zbiorowa ofiar cholery